# Bobby Jordan
Robert "Bobby" Jordan (1 de abril de 1923 – 10 de septiembre de 1965) fue un actor estadounidense, conocido por formar parte de los grupos de intérpretes Dead End Kids, East Side Kids y Bowery Boys.

## Biografía

### Primeros años
Nacido en Harrison (Nueva York), a los cuatro años de edad ya había participado en una adaptación para el cine de la novela A Christmas Carol, y a los seis años Jordan destacaba por su talento, siendo capaz de cantar, bailar claqué y tocar el saxofón.
Su madre le llevó a diferentes concursos de búsqueda de talentos en su ciudad natal o en sus cercanías. Además sirvió como modelo para anuncios en periódicos y revistas, y actuó en cortos cinematográficos y en programas radiofónicos. A finales de la década de 1920 su familia se mudó a Manhattan, y en 1929 fue escogido para hacer el papel de Charles Hildebrand en la obra teatral representada en el circuito de Broadway Street Scene.

### Dead End Kids y East Side Kids
Aunque era el más joven, Jordan fue el primero de los Dead End Kids en trabajar en el cine, con un papel en un corto de Universal Studios en 1933. En 1935 fue uno de los originales Dead End Kids en conseguir el papel de Angel en la obra teatral de Sydney Kingsley representada en Broadway Dead End, sobre la vida en los barrios bajos del East Side (Manhattan) de la ciudad de Nueva York. La obra se puso en escena en el Teatro Belasco, y tuvo más de 600 representaciones en tres años. Él actuó en la primera temporada y en el comienzo de la segunda, pero dejó la obra a mediados de noviembre de 1936. En 1937 participó en la versión cinematográfica de la pieza, en la cual actuaban intérpretes de la talla de Humphrey Bogart, Joel McCrea, Sylvia Sidney y Claire Trevor.
Tras rodar Dead End, Jordan se encontró liberado de su contrato con Goldwyn, actuando posteriormente en Warner Brothers con el resto de los Dead End Kids. Tras un año, Warner prescindió de la mayor parte del grupo, pero mantuvo como únicos intérpretes a Leo Gorcey y Jordan. Jordan actuó en el papel de Douglas Fairbanks Rosenbloom en comedia de Warner escrita por Damon Runyon A Slight Case of Murder (1938), así como en la producción de Metro-Goldwyn-Mayer Young Tom Edison (1940).
En 1940 Jordan actuó en el film Military Academy y aceptó una oferta del productor Sam Katzman para protagonizar una nueva serie de filmes juveniles formando parte de "The East Side Kids." Leo Gorcey pronto se unió a él, y después Huntz Hall, liderando el trío la serie hasta 1943, cuando Jordan se alistó como soldado en la División de Infantería 97. Posteriormente sufrió un accidente en un ascensor, siendo sometido a cirugía para extirpar su rótula.

### Últimos años
Cuando Jordan volvió al cine en 1945, se encontró con que Gorcey y Hall se llevaban la parte del león en cuanto a salarios y contenidos de los filmes de The Bowery Boys. Insatisfecho con la situación, dejó la serie tras ocho entregas, rodando únicamente unas pocas películas a partir de entonces. Por ello, en años posteriores trabajó como camarero, ocupación que agravó su alcoholismo. Además, trabajó como vendedor de fotografías y como guardaespaldas de un empresario del petróleo.
En 1957 se divorció, y el 25 de agosto de 1965 entró en el Hospital Veterans de Los Ángeles, California, para ser tratado de una cirrosis hepática. Falleció un par de semanas después, a los 42 años de edad. Fue enterrado en el Cementerio Nacional de Los Ángeles.